# イデオンプラモデル一覧
イデオンプラモデル一覧（イデオンプラモデルいちらん）は、青島文化教材社が、テレビアニメ伝説巨神イデオンの放送および同劇場版の公開に合わせて発売した関連プラモデルの一覧である。

## 概要
『伝説巨神イデオン』は、富野由悠季監督が『機動戦士ガンダム』の次に手掛けたテレビアニメであり、青島文化教材社（アオシマ）がそのプラモデルを発売したのは、バンダイが最初のガンダムのプラモデル（ガンプラ）を発売してから、ガンプラブームが頂点に達しようとするまでの時期に当たる。そのため、多分にガンプラの影響を受けたものとなっている。
アオシマは当初イデオンについても、従来の主力商品だった「合体ロボット」や「おやこマシン」などのシリーズで、ノンスケールでモデル化している。これらのキットの多くは変形・合体が可能だが、設定と大きく異なるものとなっている。
最初のガンプラが発売されて半年ほどたった1980年の11月に、設定重視の最初のキットである1/420スケールのイデオンを発売した。本キットにはアニメスケールと表記されているが、300円売りのアニメスケールシリーズとは別の単独の製品である。本キットは1/100ガンダムより二回り大きいサイズであり、従来のアオシマ製ロボットキットに比べれば設定に近いものとなっていたが、中途半端な変形分離機能を持つなど、玩具的なアプローチも残っていた。これは1/100のガンダムがコアファイターが剥き出し状態で合体している等、玩具的な要素を残していたのと同様であり、試行錯誤の時期であることをうかがわせる。アニメスケールの単独の製品としては、1981年の3月に1/2600のソロシップも発売しており、これもガンプラの初期の段階でホワイトベースのキットが発売されていたことに対応している。
本格的なシリーズ展開は、1981年の2月より1/144のガンダムとほぼ同サイズである300円売りのアニメスケールシリーズで行われた。当時ガンプラは既に好調な売れ行きを見せていたため、イデオンシリーズのプラモデルもガンダムに準じたものとなった。他の作品のプラモデルも含まれるアニメスケールシリーズの中での展開となったのも、ガンプラが当初300円売りのベストメカコレクションの中で展開されたのと同様である。大きく異なっていたのは、機動戦士ガンダムに登場するモビルスーツは設定寸法がほぼ同じものが多かったため、1/144の統一スケールでのシリーズ展開となっていたのに対し、イデオンに登場する重機動メカはサイズが様々であり、製品ごとにスケールの異なる「箱スケール」でのシリーズ展開となっていることである。そのため、シリーズが進むにつれて、ガンプラの統一スケールというコンセプトを歓迎していたモデラー達から、スケールの統一を求める声が寄せられるようになった。
その声を受け、また劇場版の公開が決定したこともあって、新たに1/600統一スケールでのシリーズがスタートし、劇場版が公開された1982年7月までに全重機動メカのモデル化をほぼ終了した。引き続き、敵戦艦を ソロシップに合わせて1/2600スケールでモデル化するシリーズもスタートしたが、こちらは全艦のモデル化を終了する前に打ち切りとなっている。また、敵の最終メカであるバイラル・ジンは、統一スケールでのモデル化が不可能なサイズであり、アニメスケールシリーズで1/20000の縮尺でモデル化されている。この縮尺はアリイ製のゼントラーディー軍戦艦と並んで、キャラクターモデルとしては最も縮小率の大きいものの一つである。1/600シリーズは、アディゴの様に小さくなったものもあるものの、多くのものがアニメスケールシリーズより大きくモデル化されていたため、形状、ギミック共に進歩したものとなっている。殆どのキットは新規に開発されているが、アニメスケールのキットが極めて1/600に近かったドグ・マックのみは、アニメスケール版キットの一部部品の差し替えで発売されている。また、1/600のイデオンは別売もされているA～Cメカが合体するもので、変形・合体のギミックはほぼ設定に準じたものとなっている。劇場版公開時には変形・合体のギミックを廃し、可動部分を増やしたバージョン（プロポーションタイプ）も同スケールで新規開発された。
アオシマよりプラモデルとして商品化のアナウンスがされたが結局発売はされなかったアイテムとして、TVシリーズに登場したバッフ・クランの戦闘機「ゴンド・バウ」「「ガダル・ロウ」、戦艦「「バルメ／ブラム・ザン」「ガドモワ・ザン」、劇場版に登場した巨大兵器「ガンド・ロワ」がある。
なお、下記表中の「発売」月は「日本プラモデル50年史」の付録に記載された発売予定を基にしたものであり、必ずしも実際の発売月をあらわしているものではない。

## アニメスケール
| No. | 縮尺    | 製品名                     | 発売       |
| --- | ------- | -------------------------- | ---------- |
| 4   | 1/810   | イデオン                   | 1981年2月  |
| 5   | 1/1200  | ガンガ・ルブ               | 1981年2月  |
| 6   | 1/760   | ジグ・マック               | 1981年2月  |
| 7   | 1/25    | ベス & カララ              | 1981年3月  |
| 8   | 1/25    | コスモ & カーシャ          | 1981年3月  |
| 9   | 1/25    | ギジェ & ハルル            | 1981年2月  |
| 10  | 1/25    | ダミド & シェリル          | 1981年3月  |
| 11  | 1/550   | ギラン・ドゥ               | 1981年3月  |
| 12  | 1/610   | ドグ・マック               | 1981年7月  |
| 13  | 1/1550  | ガルボ・ジック             | 1982年1月  |
| 18  | 1/350   | アディゴ                   | 1981年8月  |
| 19  | 1/830   | ロッグ・マック             | 1981年11月 |
| 20  | 1/1300  | ギド・マック               | 1982年1月  |
| 23  | 1/1100  | アブゾノール               | 1982年4月  |
| 24  | 1/1700  | ザンザ・ルブ               | 1982年3月  |
| 25  | 1/30    | カララ・アジバ専用ガタッカ | 1982年1月  |
| 26  | 1/30    | 一般兵士用ガタッカ         | 1982年11月 |
| 27  | 1/50    | ジョング                   | 1982年1月  |
| 28  | 1/20000 | バイラル・ジン             | 1982年12月 |

## 1/600スケール
| No. | 縮尺  | 製品名                        | 発売       |
| --- | ----- | ----------------------------- | ---------- |
| 1   | 1/600 | イデオン                      | 1981年11月 |
| 2   | 1/600 | ジグ・マック                  | 1981年11月 |
| 3   | 1/600 | ガンガ・ルブ                  | 1982年1月  |
| 4   | 1/600 | イデオン Aメカ                | 1982年1月  |
| 5   | 1/600 | イデオン Bメカ                | 1982年1月  |
| 6   | 1/600 | イデオン Cメカ                | 1982年1月  |
| 7   | 1/600 | 波導ガン                      | 1981年11月 |
| 8   | 1/600 | アディゴ（2個セット）         | 1982年5月  |
| 9   | 1/600 | ギラン・ドゥ                  | 1982年5月  |
| 10  | 1/600 | ドグ・マック                  | 1982年6月  |
| 11  | 1/600 | ザンザ・ルブ                  | 1982年6月  |
| 12  | 1/600 | ロッグ・マック                | 1982年6月  |
| 13  | 1/600 | ギド・マック                  | 1982年7月  |
| 14  | 1/600 | ガルボ・ジック                | 1982年7月  |
| 15  | 1/600 | アブゾノール                  | 1982年7月  |
| 16  | 1/600 | ズロォ・ジック                | 1982年9月  |
| 17  | 1/600 | イデオン プロポーションタイプ | 1982年9月  |
| 18  | 1/600 | （ゴンド・バウ）              | 未発売     |
| 19  | 1/600 | デッカ・バウ & ギル・バウ     | 1982年11月 |

No.1のイデオンは、Aメカ・Bメカ・Cメカ・波導ガンをセットにしたもので、各メカからの変形・合体が可能であり、価格は単品各メカ(A～Cメカ+波導ガン)の価格の総額と同額だった。

## 1/2600スケール
| No. | 縮尺   | 製品名         | 発売       |
| --- | ------ | -------------- | ---------- |
| 1   | 1/2600 | ソロシップ     | 1981年3月  |
| 2   | 1/2600 | ガタマン・ザン | 1982年6月  |
| 3   | 1/2600 | グラム・ザン   | 1982年7月  |
| 4   | 1/2600 | ドロワ・ザン   | 1983年1月  |
| 5   | 1/2600 | サディス・ザン | 1982年12月 |
| 6   | 1/2600 | ガロワ・ザン   | 1982年12月 |
|     | 1/2600 | （ムサッシ）   | 未発売     |

## その他のスケール
| No. | 縮尺   | 製品名                        | 発売       |
| --- | ------ | ----------------------------- | ---------- |
| A   | 1/2000 | イデオン VS 重機動メカ 三脚型 | 1982年1月  |
| B   | 1/2000 | イデオン VS 重機動メカ 二脚型 | 1982年1月  |
|     | 1/420  | イデオン                      | 1980年11月 |
| 1   | 1/420  | 光る イデオン                 | 1982年1月  |
| 3   | 1/600  | 光る ガンガ・ルブ             | 1982年5月  |

なお、光るモデルはイデオンは1/420、ガンガ・ルブは1/600キットをそのまま流用したもの。同系統商品として1/240の『無敵超人ザンボット3』がある。

## ノンスケール
| シリーズ名         | No.   | 製品名                        | 発売       |
| ------------------ | ----- | ----------------------------- | ---------- |
| ミニ合体ロボット   | I-33  | イデオ・クロッサス            | 1980年7月  |
| ミニ合体ロボット   | I-34  | イデオ・ノバ                  | 1980年7月  |
| ミニ合体ロボット   | I-35  | イデオ・デルタ                | 1980年7月  |
| ミニ合体ロボット   | I-36  | イデオ・バスタ                | 1980年7月  |
| 合体ロボット       |       | 合体巨神 イデオン             | 1981年1月  |
| 合体ロボット       |       | 機動合体 イデオン             | 1981年1月  |
| 合体ロボット       |       | 合体ロボット イデオン         | 1982年1月  |
| マイクロプラモデル | 14    | 伝説巨神イデオン              | 1981年1月  |
| おやこマシン       | RH-17 | イデオン                      | 1981年1月  |
| おやこマシン       | RH-18 | イデオノバ                    | 1981年1月  |
| おやこマシン       | RH-19 | ソロシップ                    | 1981年1月  |
| おやこマシン       | RH-20 | イデオデルタ                  | 1981年1月  |
| ポケットパワー     | 7     | イデオン                      | 1981年1月  |
| ポケットパワー     | 8     | ソロシップ イデオン           | 1980年12月 |
| ポケットパワー     | 9     | Xメカ イデオン                | 1980年12月 |
| ポケットパワー     | 11    | イデオン スペシャルデラックス | 1981年1月  |

ミニ合体は後に、色替えとしてNEOミニ合体13〜16のバトロス、BUILDMAN5〜8のザイラ、BBガンボットのシュナイデンとなった。尚バトロスへの仕様変更点は頭部アンテナの削除があり、ザイラ以降はこの仕様となっている。

## その他
電撃ホビーマガジン2010年8月号には、1/810アニメスケール・イデオンの復刻版（赤色成形）が付録として付けられた。また、本文には1/600重機動メカ全点の作例と、アオシマ製イデオンプラモデルの大部分の箱絵が掲載されている。

## 参考資料
- 日本プラモデル工業協同組合編「日本プラモデル50年史」特別付録「昭和プラモデル全リスト」
- 『超絶プラモ道2』 竹書房 はぬまあん